# В пансионе
В пансионе — рассказ Антона Павловича Чехова. Написан в 1886 году, впервые опубликован в журнале «Осколки», № 21 от 24 мая с подписью: А. Чехонте.

## Публикации
Рассказ А. П. Чехова «В пансионе» написан в 1886 году, впервые опубликован в 1886 году в журнале «Осколки» № 21 от 24 мая с подписью: А. Чехонте, напечатан также в московской газете «Новости дня» — 1886, № 146, 30 мая без подписи.

## Сюжет
Действие рассказа происходит в частном пансионе m-me Жевузем. Во время перемены по коридору разгуливали пансионерки, за ними приглядывали классные дамы. В учительской комнате сидели сама Жевузем и учитель математики Дырявин. Учитель остался, чтобы попросить прибавку к жалованью. Это он решил сделать в завуалированной форме, дипломатически.
Учитель начал с того, что стал вздыхать о том, что ныне не стало, как в его время, красавиц. На это Жевузем возразила: «Вот и неправда! Кого ни спросите, всякий вам скажет, что в моем старшем классе много хорошеньких. Например, Кочкина, Иванова 2-я, Пальцева… А Пальцева просто картинка! Я женщина, да и то на нее заглядываюсь».
Позвали Пальцеву. Когда она пришла, то Жевузем стала её укорять за невнимательность на уроках и одновременно разглядывать её греческий нос и правильные черты лица.
Когда Пальцева ушла, Жевузем попросила оценить девушку, на что Дырявмн сказал: «Хоть убейте, ничего хорошего не нахожу… Вы вот уже в летах, а нос и глаза у вас гораздо лучше, чем у нее… Честное слово… Поглядитека на себя в зеркало!» В конце рассказа Жевузем согласилась с доводами учителя, и Дырявин получил прибавку.

## Экранизация
- 1998 — Новелла «В пансионе» во второй серии сериала «Чехов и Ко». В ролях: Андрей Мягков — Дырявин; Анастасия Вознесенская — мадам Жевузен; Олеся Судзиловская — пансионерка Пальцева